# Shah Abdul Latif
Shah Abdul Latif (* 1689; † 1752), auch Šāh ʿAbd al-Laṭīf Bhitāʾī war ein Sufi-Gelehrter und klassischer Dichter Sindhs. Er dichtete vor allem in der Sprache Sindhi, beherrschte jedoch auch weitere indoiranische Sprachen wie Persisch, Sanskrit, Urdu, Saraiki und Belutschi. Der vielgereiste Dichter und Philosoph vertrat eine vergeistigte und mystische Poesie.

## Leben und Wirkung
Geboren wurde der von persischen Vorfahren abstammende Abdul Latif in Hala Haveli in der Nähe des Dorfes Khatiyan. 
Nach einer Liebesheirat im Jahr 1713 starb Abdul Latifs Frau früh, woraufhin der Dichter sich nicht wieder neu vermählte. Aus Angst, dass seine Poesie nach seinem Ableben nicht fortdauern würde, warf Abdul Latif all seine Schriften in den Kiran-See.
Nach seinem Tod 1752 wurde für ihn ein Mausoleum in Bhit (Matiari-Distrikt), dem Ort, an dem er begraben liegt, errichtet. Hier wurde auch eine Kopie der poetischen Schriften Abdul Latifs, die ein Bediensteter aus dem Gedächtnis erstellt hatte, hinterlegt. An seinem Mausoleum pflegen regelmäßig Gruppen von fünf bis sechs Sängern die von Abdul Latif geprägte Liedform (way) und begleiten sich auf der Langhalslaute tanburo, deren Erfindung ihm zugeschrieben wird.
Der deutsche Gelehrte Ernst Trumpp veröffentlichte 1866 unter dem Titel Risolo eine Sammlung von Shah Latifs Dichtung in der Sprache Sindhi. Shah Abdul Latif wird bis heute in seiner Heimat als ein großer Poet und Botschafter der Liebe gedacht.